# Angelo Secchi
Angelo Secchi   (Reggio de l’Emília, 18 de juny de 1818 - Roma, 26 de febrer de 1878), va ser un jesuïta, astrònom italià, reconegut tant pels seus descobriments sobre la dinàmica de la cromosfera solar, com pels seus treballs pioners en espectrometria estel·lar, a partir dels quals va establir una classificació coneguda com a Classes de Secchi, base de les diferents classificacions estel·lars que es van desenvolupar posteriorment.

## Biografia
El 3 de novembre de 1833, a l'edat de setze anys, va ingressar en la Companyia de Jesús de Roma. Va continuar els seus estudis en el Col·legi Romà. Allí va mostrar els seus dots científics, i per això el 1839 va exercir de professor de matemàtiques i física. El 1841 va ser professor de física en el Col·legi Jesuïta de Loreto (Itàlia). El 1844 va començar a estudiar teologia a Roma, i va ser ordenat sacerdot el 12 de setembre de 1847. El 1848, a causa de la Revolució Romana, els jesuïtes van haver d'abandonar la capital italiana. Els següents dos anys va viure a Regne Unit i als Estats Units, treballant en el Stonyhurst College i a la Universitat de Georgetown, respectivament. En aquesta última va realitzar el seu doctorat en teologia.
Del seu pas per Estats Units destaca la seva amistat amb Matthew Fontaine Maury, el primer director de l'Observatori Naval dels Estats Units, a Washington D. C. Va mantenir correspondència amb ell durant molts anys. El 1861 Secchi li dedicaria un dels seus treballs, i el 1873 li escriuria una necrològica el mateix any de la seva mort.
El 1850 va tornar a Roma després de la finalització de la revolució, on va dirigir l'observatori del Col·legi Romà fins a la seva mort. Entre 1850 i 1870 va desenvolupar la primera classificació d'espectres estel·lars, anomenada Classes Secchi.
El 1860, Angelo Secchi, es va desplaçar a Espanya, concretament al Parc Natural del Desert de les Palmes (la Plana Alta), per realitzar fotografies de l'eclipsi total del 18 de juliol de 1860 que va ser observable a la zona nord-oest de la península ibèrica.
El 1877 va descobrir les espícules solars, petits centellejos de llum que es produeixen contínuament en la cromosfera del sol.
Va ser un gran expert en l'estudi del Sol i les taques solars; i per això, el Papa el va nomenar comte de Secchi. En morir, el títol va passar a ser del seu germà, que vivia a Espanya.

## Recerques

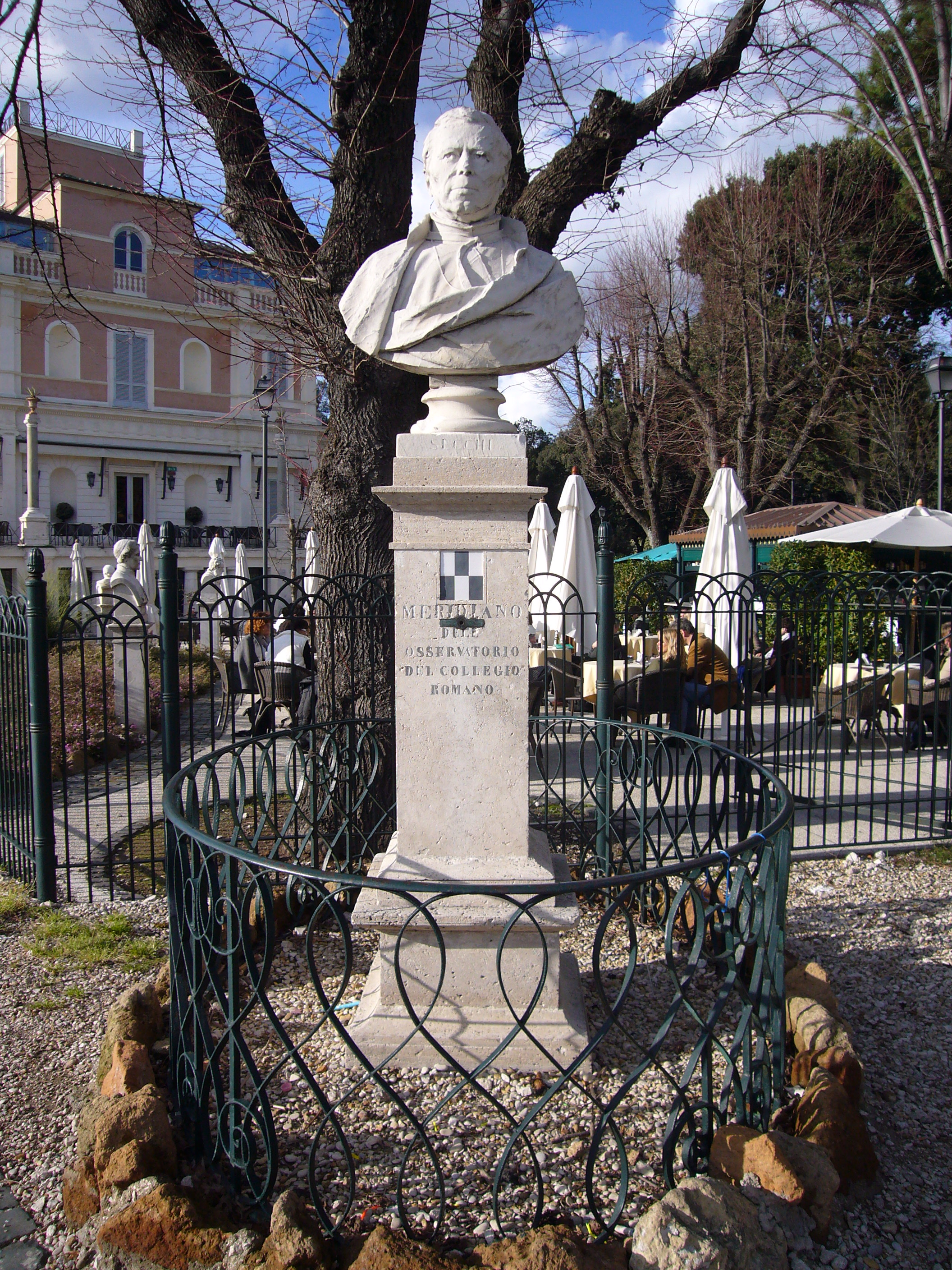
Bust d'Angelo Secchi.

### Astronomia
Secchi va aplicar a l'astronomia els recents descobriments de l'anàlisi espectral, gràcies a que l'associació entre un espectroscopi i un telescopi podia convertir el firmament en un objecte d'estudi que revelés els components químics dels cossos celestes.
Fent passar la llum del sol i dels estels a través d'un prisma, va poder analitzar la distribució dels colors i de les línies fosques d'absorció, determinant la composició química dels estels i de l'atmosfera solar, distingint diferents classes espectrals. En aquest camp Secchi pot ser considerat un pioner, en particular en l'anàlisi espectroscòpica i en la classificació estel·lar sobre la base de l'espectroscòpia.
Va estudiar a fons el Sol, analitzant la seva influència sobre l'atmosfera terrestre i els fenòmens elèctrics i meteorològics. També va estudiar la penetració de la llum en l'aigua de la mar Mediterrània; per a aquest experiment va crear un instrument especial (anomenat disc Secchi), que encara s'aplica avui en limnologia.
El 1858 va traçar un dels primers mapes de Mart, en el qual va denominar Syrtis Major al després conegut com a canal Atlàntic. Per tant, va ser el primer a utilitzar el terme canal, encara que l'objecte que va definir amb aquesta designació no es corresponia amb els "canals" ressenyats per Schiaparelli i Lowell.
També es va encarregar de l'expedició italiana organitzada per observar el trànsit de Venus sobre el Sol el 1874.
El 1853 va descobrir el cometa C/1853 E1 Secchi.

### Protuberàncies solars
Secchi va intuir que darrere de cada recerca astronòmica havia d'estar l'estudi del Sol. En aquest sentit, va ser capaç de dur a terme un mesurament directe de la radiació solar mitjançant un telescopi dotat d'una pila tèrmica connectada amb un galvanòmetre. Va descobrir que la radiació lumínica, tèrmica i química al centre del disc solar és gairebé el doble que en les seves vores; va observar l'estructura de la fotosfera solar; va fer un seguiment sistemàtic de les taques solars; va descobrir l'estructura granular de la fotosfera; estudiant les taques solars va aconseguir mesurar la seva profunditat i va realitzar observacions de la seva composició química (erupcions de metall) i la seva disposició en el disc solar; va enviar per correu un estudi sistemàtic de les observacions solars (posteriorment continuat per successius directors de l'Observatori del Col·legi Romà) formant una col·lecció de dades solars comparables i uniformes; i va participar en expedicions científiques per estudiar les protuberàncies solars durant els eclipsis.
Les seves observacions i els seus estudis també es van referir a la morfologia de les protuberàncies solars; i al seguiment i descripció de les ombres volants. Va estudiar l'estructura de la cromosfera i dels filaments gasosos que emergeixen i es traslladen des de la vora del sol, als quals va donar el nom de "espícules", un terme que va ser adoptat dècades després de forma oficial per la Unió Astronòmica Internacional.
Fins que Secchi es va adonar del seu interès, tradicionalment s'havia atribuït poca importància a dos fenòmens visibles durant els eclipsis solars totals: la corona i les protuberàncies. S'opinava fins i tot que no pertanyien físicament al Sol, i que es derivaven de fenòmens atmosfèrics. Secchi va començar a estudiar aquests fenòmens durant l'eclipsi total de 1851, però no només visualment, com solien fer fins llavors altres astrònoms, si no que va intentar realitzar un daguerrotip (una fotografia a partir d'una emulsió metàl·lica sobre una placa de vidre), un dels primers assajos científics realitzats amb la nounata tècnica fotogràfica. Durant l'eclipsi total es van poder veure tres protuberàncies, i com també van ser observats per Airy des de l'Observatori de Greenwich, va haver-hi una primera prova de la seva realitat física.
Durant l'eclipsi total del 18 de juliol de 1860 a la Plana Alta, va ser l'únic capaç de captar la imatge de la corona solar, fotografiant-la directament com la imatge solar en el plànol focal de l'objectiu, sense utilitzar l'augment de l'ocular. Aquest procediment va ser adoptat posteriorment de forma general.
Amb motiu de l'eclipsi total en les Índies de 1868, Pierre Janssen va trobar un sistema per observar també les protuberàncies solars (posant la ranura de l'espectroscopi tangent al limbe solar). El mateix mètode va ser trobat de forma independent per altres astrònoms i d'ara endavant Secchi també el va utilitzar, convertint la vigilància de les protuberàncies solars en una tasca tan regular com la de les taques solars.
També va observar les citades taques solars, en el cas que eren les zones fredes de la fotosfera; fent el seu seguiment diari; prenent nota del seu nombre, del seu moviment i de la seva aparició; i dibuixant les més interessants d'acord amb les imatges que li proporcionava el seu telescopi. Des de 1871 Secchi va dibuixar diàriament la cromosfera amb les protuberàncies solars al voltant del contorn del Sol, per comprovar la distribució sistemàtica de les prominències en diferents zones i confirmar el marcat paral·lelisme entre la freqüència de les fácules i de les taques solars amb aquestes prominències, prova de l'origen comú d'aquestes diferents manifestacions de l'activitat solar.
Els seus magnífics dibuixos de les enormes flames vermelles d'hidrogen que esclaten en la superfície solar amb formes fantàstiques i sempre canviants s'han convertit en clàssics de la literatura astronòmica.
A través de l'anàlisi espectral del Sol va arribar a la conclusió que l'atmosfera solar es compon d'elements gasosos, incloent l'hidrogen en forma massiva i altres elements coneguts a la Terra. Aquestes troballes van ser el resultat d'un programa d'observació solar que es va dur a terme en l'Observatori del Col·legio Romà, i que va exposar en el llibre "Le Soleil" de 1875.

### Classificació espectral d'estels: Classes de Secchi
El treball sens dubte més important que va realitzar el pare Angelo Secchi en astrofísica és la classificació d'estels d'acord amb el tipus espectral, començant en primer lloc a estudiar els estels binaris i nebuloses.
En comparació de les classificacions anteriors de Friedrich Georg Wilhelm von Struve, les seves observacions el van portar a dividir els estels binaris en dues categories: la primera consistia en dues, tres o quatre components estel·lars que giren al voltant del baricentre d'acord amb les lleis de Kepler; la segona, aquelles que aparenten ser dobles per efecte de la perspectiva, alineades per a l'ull de l'observador, però independents entre si i sense influència mútua.
De les nebuloses va estudiar la forma, l'espectre visible i va realitzar nombrosos dibuixos, en particular de la nebulosa d'Andrómeda. Va deduir que no són grups d'estels llunyans com es creia, si no tènues masses de materials gasosos. Recolzat en el descobriment de l'astrònom britànic William Huggins (que havia descobert la diferència entre nebuloses -masses gasoses- i galàxies -conjunts d'estels-), Secchi va caracteritzar la nebulosa d'Orió, diverses nebuloses de Sagitari i nombroses regions de la Via Làctica.
Des de 1861 i fins a 1868, equipat amb les millores de l'espectroscòpia aplicades al reflector del nou Observatori del Col·legi Romà, va començar a recollir i estudiar més de 4000 espectres d'estels.
Va trobar que cada espectre diferia dels altres. En conseqüència, va deduir que cada estel resta caracteritzat pel seu espectre com qualsevol persona per les seves empremtes digitals. Malgrat la diversitat de tots aquests espectres (cadascun indica els diferents components químics de l'estel), Secchi va tenir la idea d'identificar algunes característiques comunes i després enunciar la primera classificació dels estels en funció del tipus espectral.
| Tipus | Color             | Espectre característic | Exemple d'estel                      | NOTES                                     |
| 1     | Blanc o blavós    | Espectre gairebé continu, marcat amb 4 ratlles intenses de l'hidrogen més altres ratlles de magnesi, sodi i ferro (groc i verd) | Sírius, Vega, Altair                 | Molt nombroses                            |
| 2     | Groc              | Ratlles de l'hidrogen subtils del tipus 1, presència de ferro i magnesi                                                         |                                      | També nombroses                           |
| 3     | Vermell o taronja | Ratlles negres i netes de metalls alternades amb zones fosques més difuminades                                                  | Sol, Arturo, Capra, Capella, Pòl·lux | Poc nombroses                             |
| 4     | Vermell o robí    | Presenta les 3 ratlles llargues i contínues del carboni; absents les ratlles de metalls                                         | Betelgeuse, Antares, Mira Ceti       | Estels de petita grandària i lluminositat |

Sembla que posteriorment també s'havia afegit un cinquè tipus que comprèn un nombre molt petit d'estels (per exemple Gamma Cassiopeiae) els espectres de la qual van mostrar "en l'emissió línies brillants", però això no és cert.
Amb aquesta classificació Secchi va ser el primer a posar en evidència que el color dels estels està en relació amb les línies espectrals i que la seva temperatura influeix molt en aquest espectre. El valor d'aquesta classificació és notable perquè l'astronomia fins llavors sempre s'havia limitat a l'estudi de les posicions i moviments dels objectes celestes. Amb el telescopi es podien descobrir nous astres, però amb l'espectroscopi es va poder començar a conèixer la constitució química íntima dels estels.

## Reconeixements
- Un asteroide, (4705) Secchi.

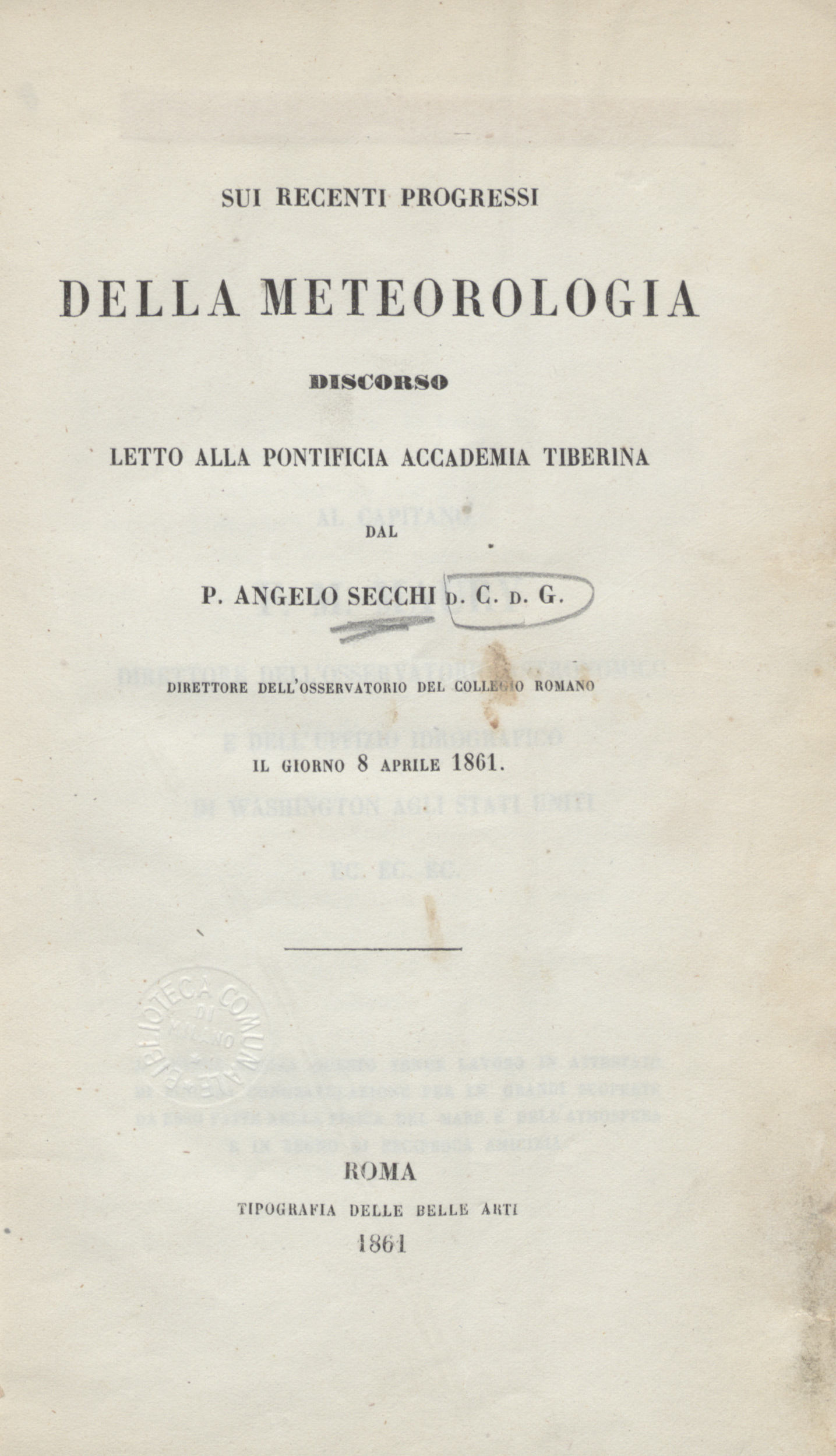
Sui recenti progressi della meteorologia (1861)

- El cràter marcià Secchi, de 234 km de diàmetre.[9]
- El cràter lunar Secchi porta aquest nom en la seva memòria[10]
- Una muntanya en la Lluna, el Mons Secchi.[11]
- Una rima de 35 km de llarg en la Lluna, Rimae Secchi.[12]